# Heimatschutzbrigade 51
Die Heimatschutzbrigade 51 war eine überwiegend in Ostholstein dislozierte teilaktive Heimatschutzbrigade des Heeres der Bundeswehr mit Stabssitz in der Rettberg-Kaserne in Eutin. Die Brigade wurde 1981 ausgeplant, 1993 aufgelöst und war zuletzt Teil der 6. Panzergrenadierdivision.

## Gliederung
Die Brigade gliedert sich um 1989 wie folgt:
- Stab/Stabskompanie Heimatschutzbrigade 51 (teilaktiv), Eutin
  -  Pionierkompanie 510, Plön
  - ABC-Abwehrkompanie 510 (GerEinh), Eutin
  -  Nachschubkompanie 510 (teilaktiv), Schleswig
  -  Instandsetzungskompanie 510 (teilaktiv), Schleswig
  -  Sanitätskompanie 510 (GerEinh), Idstedt
  -  Jägerbataillon 511, Flensburg-Weiche
  -  Jägerbataillon 512, Putlos (Oldenburg in Holstein) (mit MTW 113)
  -  Panzerbataillon 513, Flensburg-Weiche (Leopard 1)
  -  Panzerbataillon 514 (GerEinh), Putlos (Leopard 1; 2./PzBtl 514 aktiv und dem PzBtl 513 unterstellt)
  -  Feldartilleriebataillon 515, Kellinghusen
  -  Feldersatzbataillon 517 (GerEinh), Süderbrarup

## Geschichte

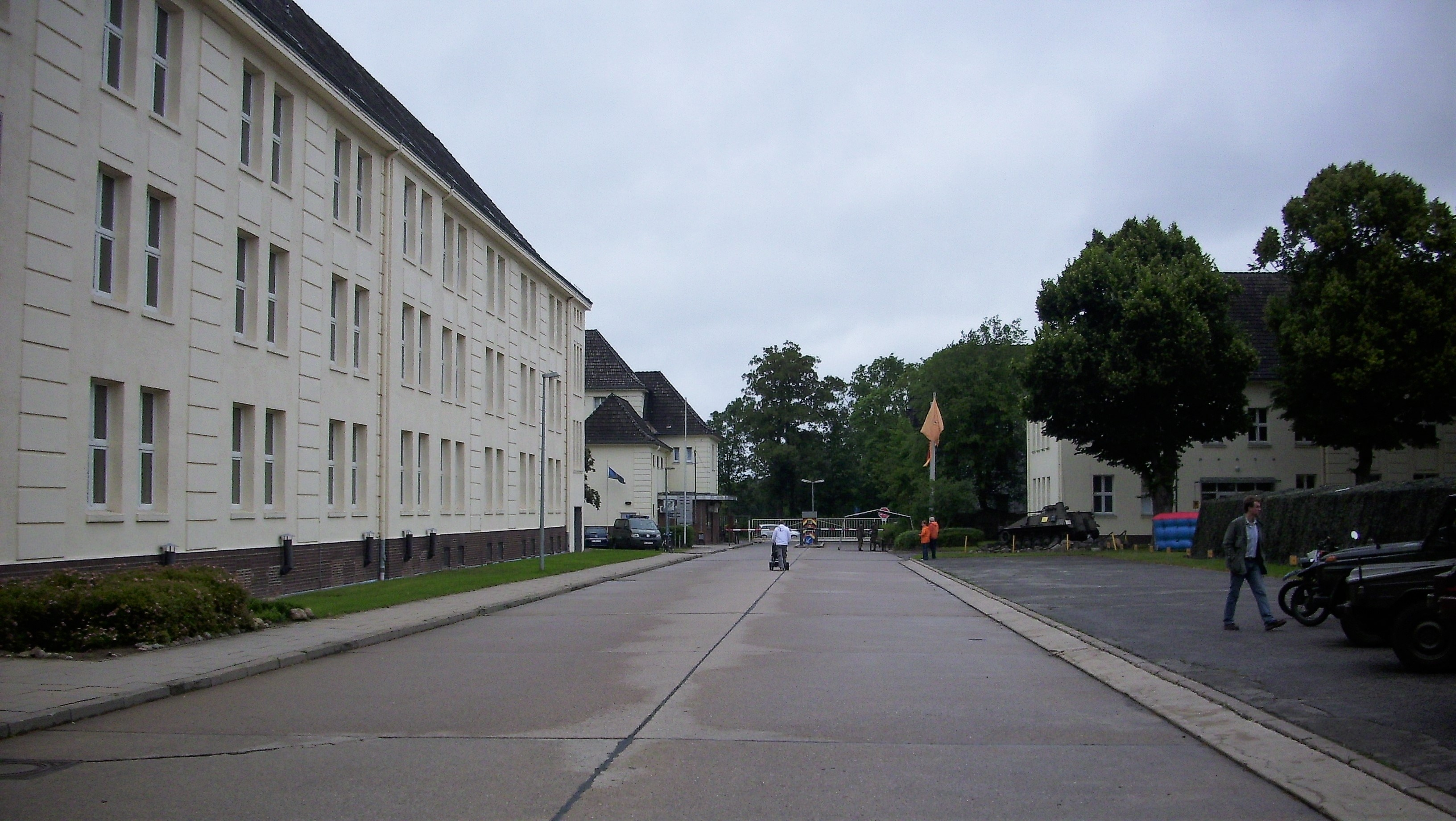
Sitz des Stabes war die Rettberg-Kaserne in Eutin

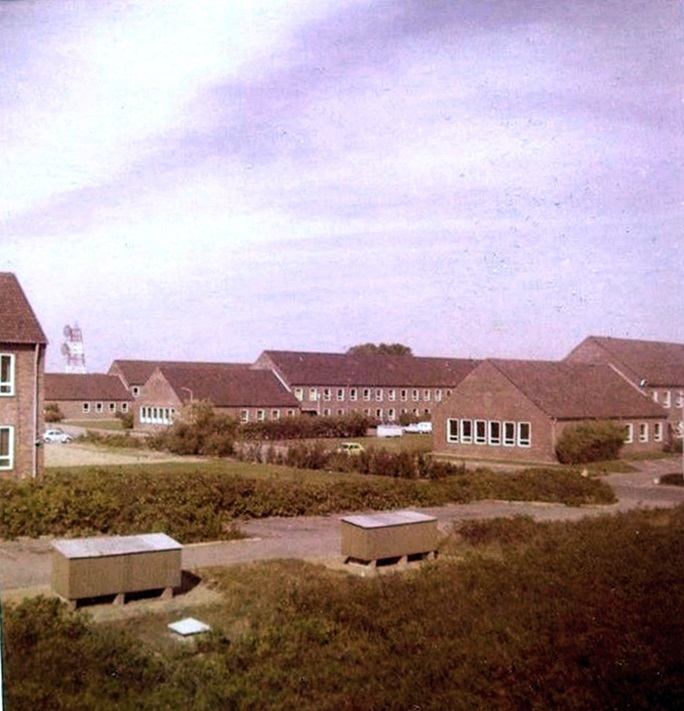
Briesen-Kaserne in Flensburg-Weiche

### Im Territorialheer
Die Brigade wurde am 1. April 1981 zur Einnahme der Heeresstruktur IV im Wehrbereich I bzw. als teilaktiver Truppenteil des Territorialkommandos Schleswig-Holstein aufgestellt. Zur Aufstellung wurden Teile des zeitgleich aufgelösten Heimatschutzkommandos 13 herangezogen. Zeitgleich wurde die nicht aktive „Schwesterbrigade“ Heimatschutzbrigade 61 mit Stabssitz in Schleswig ausgeplant.
Wie ihre Bezeichnung andeutet, war die teilaktive Heimatschutzbrigade 51 eine der zwölf Heimatschutzbrigaden des Territorialheeres. Die Brigade umfasste etwa 2.500 aktive Soldaten. Im Verteidigungsfall konnte die Brigade durch Reservisten auf volle Sollstärke von rund 4.500 Soldaten aufwachsen. Einige der unterstellten Bataillone und Kompanien waren dazu als nicht aktive Geräteeinheiten ausgeplant, deren Wehrmaterial im Frieden in Depots lagerte und erst im Verteidigungsfall mobil gemacht worden wäre.
Aufgabe der Heimatschutzbrigade als Teil des Territorialheeres war unter anderem die Verteidigung des rückwärtigen Heeresgebietes, insbesondere die Sicherung wichtiger Infrastruktur wie Marschrouten, Häfen, Verkehrsknotenpunkte und Fernmeldeeinrichtungen. Im rückwärtigen Raum musste mit Luftlandetruppen, seegelandeten, durchgesickerten oder durchgebrochenen Feind gerechnet werden.

### Im Feldheer

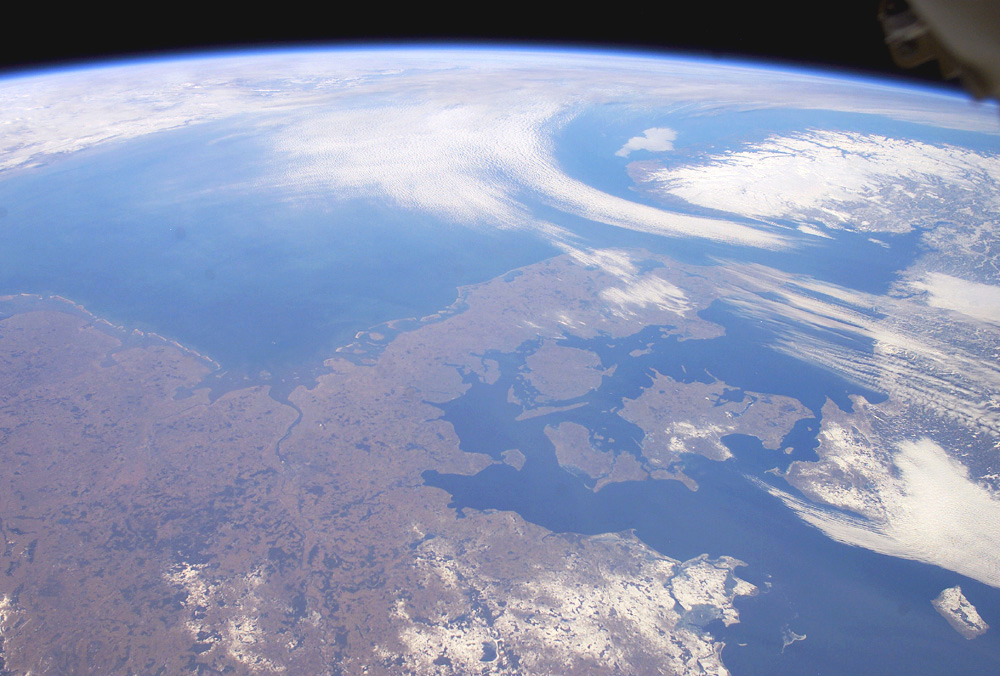
Norddeutschland und Jütland: möglicher Einsatzraum der Brigade

Schon bald nach Einnahme der neuen Heeresstruktur wurde klar, dass die nördlichen und südlichen Flanken der NATO-Verteidigungslinie in Westdeutschland besonders bedroht waren. Ursprünglich dem Territorialheer zugeordnete Verbände sollten an diesen beiden Flanken dauerhaft die Divisionen des Feldheeres verstärken. Im Norden wechselte dazu die Heimatschutzbrigade 51 ins Feldheer; im Süden wurde die Heimatschutzbrigade 56 für diese Aufgabe ausgewählt.
Die Heimatschutzbrigade 51 sollte insbesondere das Feldheer im strategisch wichtigen Verteidigungsbereich von LANDJUT verstärken. Die Halbinsel Jütland war durch ihre geringe Ost-West-Ausdehnung nur schwer zu verteidigen. Truppen des Warschauer Paktes hätten durch großangelegte Seelandeoperationen an der Ostseeküste (möglicherweise unterstützt durch weiträumige Luftlandeoperationen) überraschend an Schlüsselpositionen eine zahlenmäßige Überlegenheit herstellen können. Im Übrigen mussten aus Richtung Mecklenburg nach Schleswig-Holstein vorrückende Truppen mit Ausnahme des grenznahen Elbe-Lübeck-Kanals zwischen Elbe und Nord-Ostsee-Kanal keine ernsthaften Geländehindernisse überwinden, die den Vormarsch verzögert hätten. Die Verteidigung der Kimbrischen Halbinsel war für die NATO strategisch aber bedeutend. Durch eine Besetzung Jütlands wäre dem Warschauer Pakt der Nord-Ostsee-Kanal in die Hände gefallen. Von Jütland aus wäre zudem eine Einnahme der Ostseeausgänge und Hamburgs mit seinem Hafen möglich gewesen. Die NATO wollte außerdem verhindern, dass ihre skandinavischen Verbände der AFNORTH von der Hauptstreitkraft in Zentraleuropa abgetrennt wurden. Die Heimatschutzbrigade 51 wurde daher 1982 folgerichtig der NATO assigniert und damit Teil des Feldheeres. Die Heimatschutzbrigade 51 wurde 1985 der 6. Panzergrenadierdivision eingegliedert, die damit zu einer der größten Divisionen der Bundeswehr aufwuchs. Im Territorialheer traf man mit der Ausplanung des Verfügungstruppenkommandos 41 ebenfalls zeitgleich Vorbereitungen um der besonderen Situation auf der kimbrischen Halbinsel gerecht zu werden.
Die Gliederung der Heimatschutzbrigade 51 war mit fast allen anderen teilaktiven Heimatschutzbrigaden vergleichbar (nur die Heimatschutzbrigade 56 war deutlich robuster ausgeplant): den Kern bildeten jeweils zwei Jägerbataillone, zwei Panzerbataillone und ein Feldartilleriebataillon. Diese teilaktiven Heimatschutzbrigaden entsprachen etwa einer verstärkten Jägerbrigade bzw. einer „leichten“ Panzergrenadierbrigade. Die Heimatschutzbrigade 51 war dabei im Vergleich zu vielen anderen Heimatschutzbrigaden (die Ausnahme bildet erneut die besser ausgerüstete Heimatschutzbrigade 56) relativ gut mit Wehrmaterial ausgestattet. Sie verfügte bereits über Leopard 1 in den Panzerbataillonen und schweren Kompanien der Infanteriebataillone.  Eines der beiden Jägerbataillone war mit MTW M113 beweglich gemacht. Einige andere Heimatschutzbrigaden waren im selben Zeitraum noch mit veralteten M 48 ausgerüstet und verfügten über keine geschützten Mannschaftstransportwagen. Die Feldartillerie war wie bei den meisten Heimatschutzbrigaden mit gezogenen Feldhaubitzen FH 105mm (L) ausgerüstet.
1983 statteten dänische Offiziere des Royal Danish Defense College einen Informationsbesuch ab. Dies zeigte die Verbundenheit zum nördlichen Nachbarland, das durch seine Jütland-Division maßgeblich an LANDJUT beteiligt war.

### Übungen
Im Jahr 1985 erhielt die Heimatschutzbrigade 51 im Rahmen der Übung Trutzige Sachsen den Befehl für die Lehrübung „Das Jägerbataillon in der Verteidigung“. Der Verband, der einen eigenen Gefechtsabschnitt zugewiesen bekam, nahm an den Korpsgefechtsübungen Bold Guard 1982 und 1986 teil. 1987 beteiligte sich die Heimatschutzbrigade 51 an der Divisionsübung Brisk Fray.
Soldaten des Jägerbataillons 511 und des Jägerbataillons 512 nahmen mehrmals erfolgreich am NATO-Infanteriewettkampf NECIC teil.

### Auflösung
Nach der Wiedervereinigung und dem Ende des Kalten Krieges wurde die Heimatschutzbrigade 51 im Zuge der Verkleinerung des Heeres am 30. September 1993 aufgelöst.

## Verbandsabzeichen

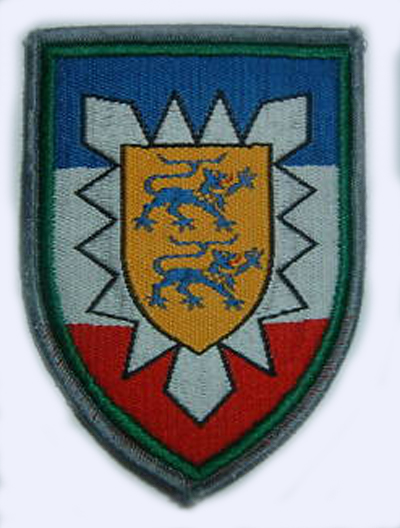
Gewebte Version des Verbandsabzeichens

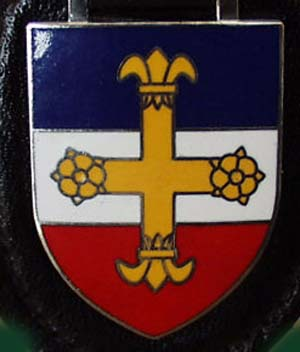
Internes Verbandsabzeichen der Stabskompanie: Eine Kombination des Eutiner Wappens und der Flagge Schleswig-Holsteins

Die Brigade führte ein Verbandsabzeichen mit folgender Blasonierung:
„Grün bordiert, geteilt zu Blau, Silber, Rot das silberne holsteinische Nesselblatt; diesem aufgelegt ein goldener Schild; darin zwei blaue, nach innen gewandte, rot bewehrte, schreitende Löwen.“
Das Verbandsabzeichen stellte die Verbindung zum Stationierungsraum her. Das Verbandsabzeichen ähnelte dem Wappen Schleswig-Holsteins. Die Schleswigschen Löwen symbolisierten den Landesteil Schleswig. Das Nesselblatt war Symbol für den Landesteil Holstein. Die Schildteilung entsprach der Flagge Schleswig-Holsteins. Der grüne Bord war typisch für alle Heimatschutzbrigaden in der Heeresstruktur IV. Grün war die Waffenfarbe der Jägertruppe, denn die meisten Heimatschutzbrigaden ähnelten verstärkten Jägerbrigaden.
Das Verbandsabzeichen wurden vom „Vorgängerverband“ Heimatschutzkommando 13 übernommen. Das Verbandsabzeichen der 6. Panzergrenadierdivision ähnelte dem Verbandsabzeichen der Heimatschutzbrigade 51 sehr.

## Kommandeure
Die Brigade wurde durch folgende Stabsoffiziere kommandiert:
- Oberst Martin Czerwensky (1981–1983)
- Brigadegeneral Klaus-Peter Schötensack (1983–1988)
- Oberst Winfried Hofer (1988–1990)
- Oberst Peter-Christian Graf von Bothmer (1991–1992)